# Boris Alexandrowitsch Tschaikowski
Boris Alexandrowitsch Tschaikowski (russisch Борис Александрович Чайковский, wiss. Transliteration Boris Alexandrovič Čajkovskij; * 10. September 1925 in Moskau; † 7. Februar 1996 ebenda) war ein russischer Komponist.

## Musikstudium
Seine musikalischen Grundkenntnisse erwarb sich Tschaikowski an einer der renommiertesten Musikschulen Russlands, dem Gnessin-Institut Moskau. Unter seinen Lehrern waren so namhafte Komponisten wie Nikolai Mjaskowski, Wissarion Schebalin und Dmitri Schostakowitsch (Komposition) sowie Lew Oborin (Klavier).

## Werk
Tschaikowski nimmt eine bedeutende Stellung in der russischen Musik des 20. Jahrhunderts ein. Aber sein großes Talent entwickelte sich nach und nach. Seine ersten bedeutenden Werke schuf er Ende der 1960er und Anfang der 1970er Jahre. Dazu zählen:
- Sinfonie Nr. 2 (1967)
- Thema und acht Variationen für Orchester (1973)
- Konzerte für Violoncello (1964), Violine  (1969) und Klavier (1971)
- Lieder nach Alexander Puschkin (1972).

Unter den späteren Werken tun sich folgende hervor:
- Epische Dichtung für Orchester Weter Sibiri (Wind von Sibirien)
- Liederzyklus Poslednaja Wesna (Letzter Frühling) nach Nikolai Sabolozki (1980)

Außerdem gehören zu seinen Werken
- Sechs Etüden für Streicher und eine Orgel (1976)
- zwei programmatische Symphonien: Sewastopolskaja (1980) und Symphonie mit einer Harfe (1993)
- Suite Musik für Orchester (1987)
- Kantate Znaki Zodiaka (Tierkreiszeichen) (1974)

- Sechs Streichquartette, ein Klaviertrio, ein Streichtrio, zwei Klaviersonaten, Sonaten für Violine und Cello mit Klavierbegleitung und andere Kammermusik.

Seit den 1950er-Jahren hat Boris Tschaikowski zahlreiche Filmmusiken geschrieben: z. B. für die Filme Balsaminows Heirat, Der Halbwüchsige, Moskau, meine Liebe und Fahrt über drei Meere. Im Jahre 1985 wurde ihm der Titel „Volkskünstler der UdSSR“  verliehen.

### Filmografie
- 1965: Wer heiratet wen? (Женитьба Бальзаминова)
- 1970: Leuchte, mein Stern, leuchte (Гори, гори, моя звезда)